# 广陵街道
广陵街道位於現在中國安徽省天長市區，按中華人民共和國的區域規劃，屬第四級的街道辦事處。广陵得名于始建于秦朝的广陵县， 广陵街道辖浔河、土城、沃公、天一、二凤、天宝、永福、曙光、田庄9个社区和广宁、祝涧、长亭3个村，区域面积60.32平方公里，其中城区规划面积22平方公里，人口106978人。广陵街道办事处驻地永福社区永福中路16号。

## 历史沿革
- 始建制于秦朝的广陵县，在今天江苏省扬州市和安徽省天长市附近。
- 隋朝开皇三年(583)，存州废郡。九年，改吴州为扬州，置扬州总管府，广陵县属之。开皇十八年（598年），广陵县改称邗江县，大业元年，称江阳县。
- 唐朝武德三年(619)，江都郡改为兖州，江阳县并入江都县。唐玄宗天宝元年（公元742年），为纪念玄宗李隆基生日，割江都县、六合县、高邮县三县地置千秋县，属淮南道扬州（广陵郡）。天宝七年，千秋节改为天长节，千秋县也随之易名天长县[2]。
- 2020年分原天长街道为千秋街道和广陵街道。